# Буланже, Гюстав
Гюстав Кларанс Родольф Буланже (фр. Gustave Clarence Rodolphe Boulanger; 25 апреля 1824, Париж — октябрь 1888, там же) — французский художник, представитель салонной живописи и ориенталист.

## Жизнь и творчество
Гюстав Буланже родился 25 апреля 1824 года в Париже. Осиротел в 14 лет. Изучал живопись в парижской Школе изящных искусств под руководством Поля Делароша и Пьера-Жюля Жолливе. В 1845 году он впервые посетил Алжир, и это вызвало у него интерес к восточной тематике.
Получив первую награду за картину «Одиссей, узнанный Эвриклеей», был отправлен в 1854 году за казённый счет в Италию и совершил двухлетнее учебное путешествие по стране. Благодаря своей картине «Цезарь на Рубиконе» имел в Риме большой успех, который развил после возвращения в Париж своими полотнами «Маэстро Палестрина», «Араб» и «Кабилы в пути».
Эскизы и наброски, созданные Буланже во время поездки в Италию, послужили основой для его произведений на античную тематику, таких как «Лукреция», «Лесбия», «Продавцы венков в Помпеях» и др.
Работы Буланже близки по стилю произведениям художника Жана-Леона Жерома и приводили в восхищение императора Наполеона III, давшего указание Гюставу Буланже украсить свой парижский дворец в «помпеянском стиле». Кисти Буланже принадлежат росписи в парижской Опере Гарнье.
Начал преподавать в Институте Франции в 1882 году и был влиятельным учителем, известным своей неприязнью к импрессионизму.

## Избранные полотна
- «Всадники Сахары» (1864)
- «Рынок рабов» (до 1882)
- «Фрина» (1850)
- «Поэзия»
- «Четыре времени года» (1850)
- «Святой Себастьян и император Максимиан» (1877)
- «Портрет мадам Ламбине» (1887)

Некоторые работы
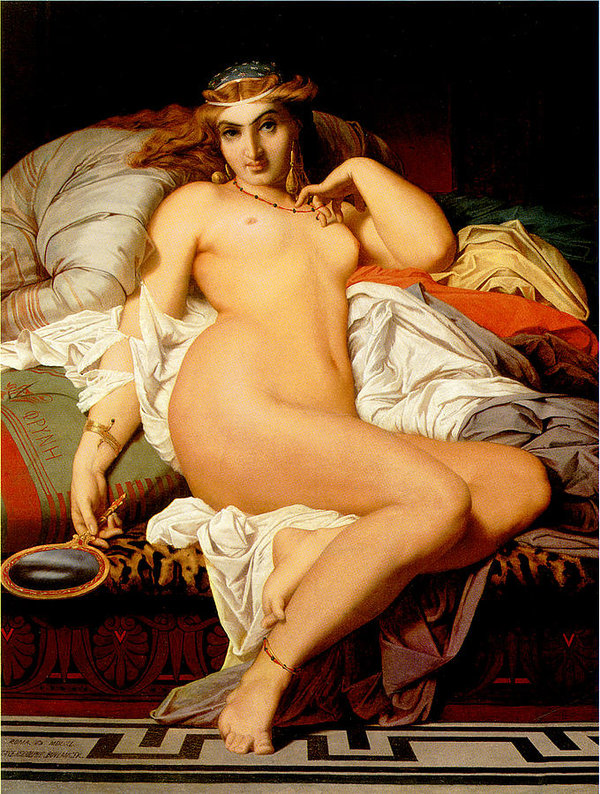
Фрина
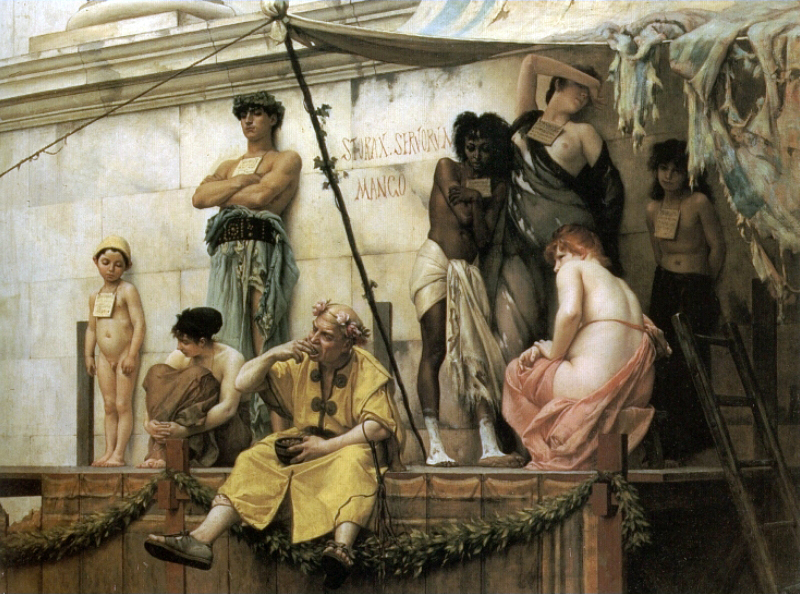
Рынок рабов
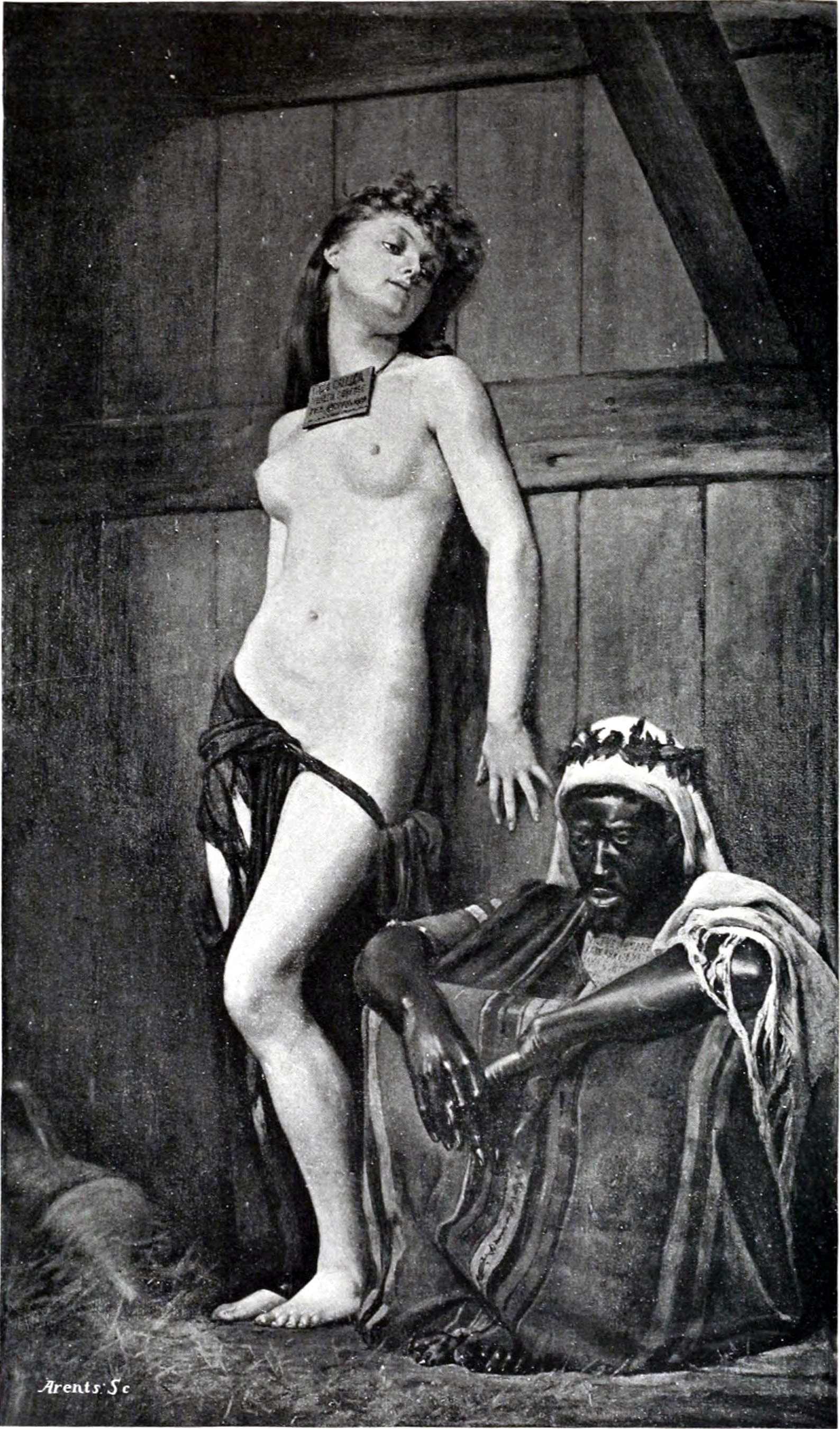
Продажа рабыни